# Индивидуализована настава
Индивидуализована настава је дидактичка организација васпитно-образовног рада у којој се наставни захтеви усклађују са индивидуалним способностима и карактеристикама у развоју и раду ученика. Ова врста наставе се темељи на на самосталом раду и учењу ученика и континуираном праћењу и вредновању њиховог рада.
Овакав модела наставе омогућава већи степен диференцијације међу ученициама онога што уче, како уче и који материјал користе у складу са својим могућностима, способностима, интересовањима. Управо због тог већег степена диференцијације даје се приоритет индивидуализованој настави.
Модел индивидуализоване наставе обухвата проблемску наставу, хеуристичку, егземпларну, програмирану наству, затим наству путем открића, менторску и аутодидактичку наству.

## Индивидуализација наставе
Индивидуализација наставе (енгл. individualisation of instruction, фр. individualision de l’enseignement) је поступак подешавања наставе различитим могућностима учења појединих ученика. Индивидуализација наставе се односи на индивидуализацију: брзине савлађивања наставних садржаја, обима садржаја, материјала, начина усвајанја садржаја, метода, задатака наставе и др.

## Историјски осврт
Идеја о индивидуализацији наставног процеса је веома стара и она датира са првим расправама о учењу и настави. Зачетке ове теорије можемо наћи у делима Сократа, затим у делима Квинтилијана који истиче да добра школа мора имати у виду индивидуалне особине ученика.
Покрет за индивидуализованом наставом и учењем настао је почетком 20. века под утицајем снажног развоја диференцијалне психологије посебно радова Г. Јастрова, С. Хола, А. Бинеа, В. Стерна и Е . Торндајка с једне стране и уочени слабости колективне, фронталне, симултане разредне наставе с друге стране. Индивидуализована настава представља противтежу дидактичком универзуму који је основао Ј. А. Коменски у виду симултне колективне наставе.
Први покушај индивидуализоване наставе је настао у неподељеним школама. Покренуо га је В. Серч 1894. године у граду Гуебло у Колораду у САД. Серчов систем идивидуализоване наставе познат је под именом „Гуебло-план“.
У Европи први покушај индивидуализоване наставе врши белгијски лекар и педагог О. Декроли 1903. године. Декроли игре које је користио за игру ментално оболеле деце он уводи у редовну школску наставу за индивидуални рад са нормалном децом.
Једну варијанту индивидуализоване наставе представља „школа по мери“ швајцарског педагога Е. Клапареда, а једну „пројект-метода“ Килпарицка.
Сви захтевају да се учење врши само учењем, тј. да ученици до знања долазе индивидуално.

## Етапе у индивидуализацији наставног процеса
Индивидуализација наставе пролази кроз три етапе-припремну, оперативни и верификативну.
- Припрема етапа обухвата избор облика индивидуализације и израду одговарајућих дидактичких матријала за рад са ученицима. У приремној етави се врши припремање и планирање артикулације часа.
- Оперативна етапа остварује се планирана артикулација часа, ученици самостално решавају задатке који су примерени њиховим могућностима.
- Верификативна етапа представља прикупљање података о оствареним резултатима рада и њихова анализа.

## Облици индивидуализације наставног процеса
Облици индивидуализације су:
1. Индивидуално планирана настава и настава путем наставних листића
2. Индивидуализација наставе применом задатака на три нивоа сложености
3. Индивидуализација наставе применом програмиране наставе
4. Индивидуализација наставе применом групног облика рада
5. Индивидуализација наставе рачунарским образовним софтвером
6. Индивидуализација наставе применом експертних система
7. Индивидуализација наставе вештачком интелигенцијом